# In the End
In the End è un singolo del gruppo musicale statunitense Linkin Park, pubblicato l'11 settembre 2001 come quarto estratto dal primo album in studio Hybrid Theory.

## Descrizione
Il brano è stato scritto dal rapper Mike Shinoda in una sera in una sala prove situata a Hollywood, facendola sentire ai restanti componenti la mattina seguente, trovando il favore di tutti ad eccezione di Chester Bennington, che in un primo momento non lo ha ritenuto particolarmente interessante al punto da non volerlo nella lista tracce definitiva di Hybrid Theory. A proposito del testo, intervistato da Rock Sound nel 2020, Shinoda ha spiegato:
Una prima versione del brano è stata inserita nell'EP Underground Eleven (e successivamente ripubblicata il 1º ottobre 2020 per anticipare il ventennale del disco); questa versione in realtà era già presente in precedenza nei primi demo del gruppo (al tempo conosciuti come Hybrid Theory) con il titolo di Untitled o The Untitled. Nell'album di remix Reanimation il brano è stato reinterpretato in chiave hip hop dal produttore KutMasta Kurt e reintitolato Enth E Nd. Inoltre è presente anche nell'EP Collision Course (realizzato con il rapper Jay-Z) con il titolo di Izzo/In the End, un mash-up del brano con Izzo (H.O.V.A.) di Jay-Z.

## Promozione
In the End è stato pubblicato nel settembre 2001 inizialmente per la sola rotazione radiofonica negli Stati Uniti d'America, venendo distribuito anche per il mercato europeo sotto forma di CD o DVD il 20 novembre seguente. Il 27 marzo 2002 il singolo è stato commercializzato anche per il mercato giapponese con il titolo di In the End: Live & Rare e contenente le varie b-side contenute nelle edizioni europee, oltre alle bonus track My December e High Voltage precedentemente pubblicate nell'edizione giapponese di Hybrid Theory.
Nel corso degli anni ha ottenuto grande popolarità al punto da raggiungere la seconda posizione della Billboard Hot 100 statunitense; nel giugno 2021 ha superato il miliardo di riproduzioni streaming sulla piattaforma Spotify, divenendo il primo brano nu metal a raggiungere tale obiettivo.

## Video musicale
Il video musicale, diretto dal DJ del gruppo Joe Hahn e da Nathan "Karma" Cox, è stato realizzato in buona parte in CGI e mostra il gruppo esibirsi su una statua raffigurante una donna, ad esclusione di Mike Shinoda, che non vi si trova al di sopra se non durante i ritornelli; infatti, nel primo verso lo si può vedere rappare in un vasto terreno desolato, dal quale spuntano dei rametti d'erba, mentre durante il secondo verso, si trova circondato da rami che si estendono ed articolano in maniera disordinata e casuale. Mentre Shinoda rappa, Chester Bennington si trova su una piattaforma recante dei gargoyles ai bordi ed una porta posta frontalmente ad essa. Durante l'interludio il cielo inizia ad oscurarsi e nell'ultimo ritornello il gruppo si esibisce sotto un'insistente pioggia. Una volta conclusasi la canzone, il cielo gradualmente inizia a schiarirsi e la vasta zona di terra dove Shinoda rappava si trasforma in un rigoglioso prato verde.
Il video venne premiato come miglior video rock agli MTV Video Music Awards 2002.

## Tracce
Testi e musiche dei Linkin Park, eccetto dove indicato.
CD promozionale (Europa, Stati Uniti)
1. In the End – 3:36

CD (Australia, Europa)
1. In the End – 3:37
2. A Place for My Head (Live at Docklands Arena, London) – 3:11 (Linkin Park, Mark Wakefield, Dave Farrell)
3. Step Up (1999 Demo) – 3:53 (Mike Shinoda, Joe Hahn, Brad Delson)

CD maxi (Australia, Europa)
1. In the End – 3:37
2. In the End (Live BBC Radio One) – 3:25
3. Points of Authority (Live at Docklands Arena, London) – 3:29
4. In the End (Video) – 3:37

CD (Germania)
1. In the End – 3:37
2. Step Up (1999 Demo) – 3:53 (Mike Shinoda, Joe Hahn, Brad Delson)

VHS promozionale (Europa)
1. In the End – 3:37

DVD (Germania, Regno Unito)
1. In the End (Audio) – 3:37
2. Crawling (Music Video) – 3:36
3. 4 X 30 Seconds – 2:25

EP (Giappone) – In the End: Live & Rare
1. In the End (Album Version) – 3:37 (Linkin Park)
2. Papercut (Live at Docklands Arena, London) – 3:12 (Linkin Park)
3. Points of Authority (Live at Docklands Arena, London) – 3:29 (Linkin Park)
4. A Place for My Head (Live at Docklands Arena, London) – 3:11 (Linkin Park, Mark Wakefield, Dave Farrell)
5. Step Up (1999 Demo) – 3:53 (Mike Shinoda, Joe Hahn, Brad Delson)
6. My December – 4:21 (testo: Mike Shinoda)
7. High Voltage – 3:45 (Linkin Park)

Download digitale, streaming – demo
1. In the End (Demo) (LPU Rarities) – 3:48

## Formazione
Hanno partecipato alle registrazioni, secondo le note di copertina di Hybrid Theory:
Gruppo
- Chester Bennington – voce
- Rob Bourdon – batteria, cori
- Brad Delson – chitarra, basso, cori
- Joseph Hahn – giradischi, campionatore, cori
- Mike Shinoda – rapping, voce, beat, campionatore

Produzione
- Don Gilmore – produzione, ingegneria del suono
- Jeff Blue – produzione esecutiva
- John Ewing Jr. – ingegneria del suono aggiuntiva, Pro Tools
- Mike Shinoda – assistenza Pro Tools
- Matt Griffin – assistenza tecnica
- Steve Sisco – assistenza al missaggio
- Andy Wallace – missaggio
- Brian "Big Bass" Gardner – mastering, montaggio digitale

## Classifiche

### Classifiche settimanali
| Classifica (2001-24)             | Posizione massima |
| -------------------------------- | ----------------- |
| Australia                        | 4                 |
| Austria                          | 6                 |
| Belgio (Fiandre)                 | 12                |
| Belgio (Vallonia)                | 26                |
| Brasile                          | 76                |
| Canada                           | 30                |
| Danimarca                        | 3                 |
| Finlandia                        | 19                |
| Francia                          | 23                |
| Germania                         | 4                 |
| Grecia                           | 79                |
| Irlanda                          | 16                |
| Italia                           | 5                 |
| Lussemburgo                      | 2                 |
| Nuova Zelanda                    | 10                |
| Paesi Bassi                      | 11                |
| Portogallo                       | 21                |
| Regno Unito                      | 8                 |
| Regno Unito (rock & metal)       | 1                 |
| Spagna                           | 89                |
| Stati Uniti                      | 2                 |
| Stati Uniti (adult top 40)       | 15                |
| Stati Uniti (alternative)        | 1                 |
| Stati Uniti (mainstream rock)    | 3                 |
| Stati Uniti (rock & alternative) | 3                 |
| Svezia                           | 3                 |
| Svizzera                         | 4                 |
| Ungheria                         | 5                 |

### Classifiche di fine anno
| Classifica (2021) | Posizione |
| ----------------- | --------- |
| Portogallo        | 186       |
| Classifica (2023) | Posizione |
| Portogallo        | 148       |
| Classifica (2024) | Posizione |
| Portogallo        | 78        |